# Hans Hohenester
Hans Hohenester (20 marzo 1917 – Garmisch-Partenkirchen, 28 ottobre 2001) è stato un bobbista tedesco.

## Biografia
Bobbista durante la metà del XX secolo, ai campionati mondiali vinse una medaglia d'argento a Cortina d'Ampezzo 1953, nel bob a quattro con Andreas Ostler, Heinz Wendlinger e Rudi Erben.
Partecipò senza molto successo ai VII Giochi olimpici invernali